# スタインバーガー
スタインバーガー（Steinberger Sound Corporation）は、アメリカ合衆国のテネシー州ナッシュビルにある楽器メーカー。

## 概要
創業者のネッド・スタインバーガーは元々、業務用家具のデザイナーであったが、1975年にベースギター職人のスチュアート・スペクターと知り合い、電気楽器のデザインの道に入る。その後、1980年に同社を設立。現在まで革新的な製品を開発し続けている（ただし同社の製品は品薄なことでも知られる）。
1987年頃、ネッド・スタインバーガーは自身の独自のデザインによる楽器開発に専念するためにNS DESIGNを立ち上げるためにスタインバーガー・サウンド社を売却、ギブソン傘下となる。その後テネシー州ナッシュビルに移転するが、この時点でスタインバーガーのギターは製造がほぼ打ち切られてしまった状態となっている。
2009年現在、製品のラインナップが大幅に整理、また生産拠点が韓国に移され"シナプス (Synapse) シリーズ"と廉価機種である"Spirit by STEINBERGER"、そして新たに設計されたトランストレム3を採用したZT-3ギターに大幅に整理された。製品ラインナップの整理以前の製品についてもメーカーからのサポートがまったく受けることが出来ず、スペアパーツの確保も非常に困難な状況となっている。またギター、ベースや中古パーツの相場価格も高騰の傾向にある。
日本国内での輸入代理店は長らくZEN-ONが担当していたが、スタインバーガーがギブソンに売却された際に契約が終了、再生産開始後は新星堂が担当するようになったが、2008年11月に輸入代理店業務を終了した。現在はGibson Corporation Japanが代理店を担当、少量が輸入されている。しかし2016年に再びスタインバーガーのギター、ベースの生産が打ち切られた。2018年より再び"Spirit by STEINBERGER"の生産が再開されたが、かつてのLシリーズと同系のボディ形状を持つ廉価機種のギター「GT-PRO」と4弦ベースの「XT-2」、5弦ベースの「XT-25」のみのラインナップとなっている。

## 製品の特徴
ダブルボールと呼ばれる、両端にボールエンドがついた特殊な弦を使用することで、弦交換を容易にしている（ダブルボール・チューニング・システム）。また、通常のギターに存在しているマシンヘッドを、マイクロメータの構造を転用したチューナーに置き換えている。これにより、既存のギターに付き物だった、構造上のヘッドを取り払ったデザインを持つ。
ネックの素材には、主にグラファイトとカーボンを独自の比率でミックスさせた合成素材が用いられる。理論上、スタインバーガーブランドのネックには反りが発生しないとの考慮から、ギブソン社へ売却される以前から工場がナッシュビルに移転する前のニューヨーク州ニューバーグが製造拠点のモデルには、トラスロッドが用いられていなかった。ナッシュビル移転後のネックにはトラスロッドが組み込まれている。
商品ラインナップの大幅な整理及び韓国への生産拠点の移行が行われた後の現行モデルは、それまでの合成素材ネックが姿を消し、メイプルの3ピースネックにフェノリック樹脂の指板、カーボングラファイト製トラスロッドチャンネルを組み合わせた"Cybro-Sonic Neck"に改められている。
製造時期と資本の面から見ると、同社のギターにはギブソン社への売却以前のニューバーグ製造モデル、ギブソン社に売却後のニューバーグ製造モデル、それ以後のナッシュビル製造モデルが存在する。なお、ギブソンは1990年代後半、一時的にスタインバーガーの製造と販売を中止していた（現在も生産数は極めて稀少である）。

## 年譜
- 1976年 - ネッドが、ベースギターの銘品として知られるスペクター社のNS（ネッドの頭文字を取った名称である）シリーズをデザイン。
- 1979年 - ヘッドレス・デザインのベースギター「L2」をデザイン。この試作品はジョン・エントウィッスルやトニー・レヴィンに供給された。
- 1980年 - スタインバーガー・サウンド・コーポレーション設立。L2ベースの製造販売に乗り出す。
- 1981年 - L2が、アメリカ工業デザイン協会（Industrial Designers Society of America、略称：ISDA）から優秀なデザインの製品として表彰を受ける。
- 1982年 - L2と同じく、ヘッドレス・デザインのエレクトリックギター「GL」の試作品を製作。ギターの製造販売にも乗り出すことになる。
- 1984年 - 史上初の「和音の各音程間の関係性を保ったままアーミングができる」トレモロ・ユニット、トランストレムを発表。
- 1987年 - マイク・ラザフォードらとの協働により、GMシリーズをデザイン。同年、ベースギター用トランストレムを発表。ネッドは、ギブソン社にスタインバーガー・サウンド・コーポレーション社を売却し、以降はデザイナーとして、スタインバーガー・サウンド・コーポレーション社に関わるようになる。
- 1988年 - カーズのエリオット・イーストンの要望を受けて、左利き用トランストレムを開発。スティーヴ・クラインによるボディ・デザインのGKシリーズを発表。GKシリーズはビル・フリゼールが愛用した（フリゼールが使っていたのは厳密にはスタインバーガーのパーツを流用したクラインのカスタムモデルである）。
- 1992年 - ナッシュビルに移転。

## 愛用アーティスト
- スティング
- エドワード・ヴァン・ヘイレン (ヴァン・ヘイレン)
- スティーヴ・ヒレッジ (システム7、ゴング)
- スティーヴ・ハウ (イエス、エイジア、GTR)
- リーヴス・ゲイブレルス (ティン・マシーン等)
- バック・ダーマ (ブルー・オイスター・カルト)
- ビル・ワイマン (ローリング・ストーンズ)
- ゲディ・リー (ラッシュ)
- ポール・スタンレー (キッス、ノーメイク時代)
- アンディ・サマーズ
- マイク・ラザフォード (ジェネシス)
- リック・デリンジャー
- ロス・ヴァロリー (ジャーニー)
- 渡辺香津美
- ウォーレン・ククルロ
- アラン・ホールズワース
- ヴィト・ブラッタ (ホワイト・ライオン)
- 甲本ヒロト (ブルーハーツ活動休止期間に結成した期間限定バンド、ヒューストンズ時)
- 葛城哲哉 (T.V.)
- マーク・ノップラー (ダイアー・ストレイツ)
- ロバート・パーマー
- ヴィクラム・ハズラ
- 東 慎也 (片山ブレイカーズ&ザ☆ロケンローパーティ)
- 細野晴臣 (YMO散開コンサートで使用。実際に使用したのはホーナーのコピーモデル説あり)
- クボブリュ (有頂天)
- ゾッド星島 (元聖飢魔IIのベーシスト。ちなみに彼が使用したのはコピーモデル)
- ken (L'Arc〜en〜Ciel）
- tetsuya (L'Arc〜en〜Ciel）
- hyde (L'Arc〜en〜Ciel,VAMPS）
- HISASHI (GLAY）
- マーガレット廣井 (八十八ヶ所巡礼)
- ムッシュかまやつ
- 手島いさむ (ユニコーン)
- SUGIZO (LUNA SEA、X JAPAN）
- OZA (&［AND］）
- DEN (BY-SEXUAL）
- 向井秀徳 (向井秀徳エレクトリック&アコースティック)
- 藤田勇 (MO'SOME TONEBENDER）
- モト冬樹
- 加藤直紀 (TrafficInfomation)
- 吉田一郎 (ZAZEN BOYS)
- 並木晃一 (S.S.T.BAND)
- 河端一 (Acid Mothers Temple)
- 横山セツオ (横山ホットブラザーズ)
- 近藤房之助
- 清水仁 (オフコース)
- 山内 公喜 (The Kidney Stone's)
- レプリ・シン (サイバーニュウニュウ)
- ko-ji/にゃおす (you made my day)
- 伊藤一朗 (Every Little Thing)
- アイキッド (ザ・リーサルウェポンズ)
- 城間俊雄 (ISLAND)
- 高見沢俊彦 (THE ALFEE)
- ホーリー (ナショヲナル)
- 傷彦 (ザ・キャプテンズ)
- 宮田和弥 (JUN SKY WALKER（S）)
- 山野直子 (少年ナイフ) [5]
- 渋谷すばる